# Saint-Louis (Haut-Rhin)
Saint-Louis [sɛ̃ lwi], deutsch Sankt Ludwig (mundartlich veraltet Burgliber), ist eine französische Stadt im Département Haut-Rhin im Elsass innerhalb der Region Grand Est. Mit 22.530 Einwohnern (Stand 1. Januar 2022) ist Saint-Louis die drittgrößte Gemeinde im Département.
Neben Lörrach und (den dazwischenliegenden Gemeinden) Hüningen (Huningue) und Weil am Rhein ist Saint-Louis eine der direkten Nichtschweizer Nachbarstädte von Basel und Teil der Trinationalen Agglomeration Basel. Die Stadt gehört zum Kanton Saint-Louis im Arrondissement Mulhouse und ist Sitz des Kommunalverbandes Communauté d’agglomération des Trois Frontières. Sie grenzt außer an Basel ebenso an Allschwil (Schweiz), Village-Neuf, Huningue, Hégenheim, Hésingue und Blotzheim.
Die Einwohner werden auf Französisch Ludoviciens (nach der lateinischen Form von Ludwig) genannt. Von 1871 bis 1918 hieß die Ortschaft amtlich St. Ludwig. Mundartlich sagte man im Elsass und in Basel bis in das 20. Jahrhundert Burgliber. Die Bezeichnung St. Ludwig war nie volkstümlich und wird seit 1918 kaum mehr verwendet.

## Geschichte
Nach der Eroberung des Sundgaus und weiterer Teile des Elsass durch Frankreich in der Folge des Dreißigjährigen Krieges und des Westfälischen Friedens bestand für die französische Krone ein wachsendes Interesse an Kontrolle und Sicherung des linksrheinischen Gebietes am Rheinknie unterhalb des Territoriums von Basel. 1679 befahl daher Ludwig XIV. im Rahmen einer weiteren Expansionspolitik am Oberrhein den Bau der Festung Hüningen an dieser strategischen Stelle. Die Bewohner des damaligen Bauern- und Fischerdorfes Hüningen mussten dieser Militäranlage weichen, deren Bau der Festungsbaumeister Vauban 1680 aufnahm. Sie wurden im neugegründeten Village-Neuf (Neudorf) und an der Straße Basel – Mülhausen angesiedelt, wo sich an der Grenze bereits ein erster Kern des heutigen Saint-Louis befand. Dieser Ort, bestehend aus den Häusern einiger Grenzwächter und Herbergen, war zunächst ein Ortsteil von Neudorf. 1684 wurde auf Verordnung von Ludwig XIV. die kleine Siedlung Saint-Louis benannt. Namenspatron war der heiliggesprochene König Ludwig IX. (Saint-Louis).

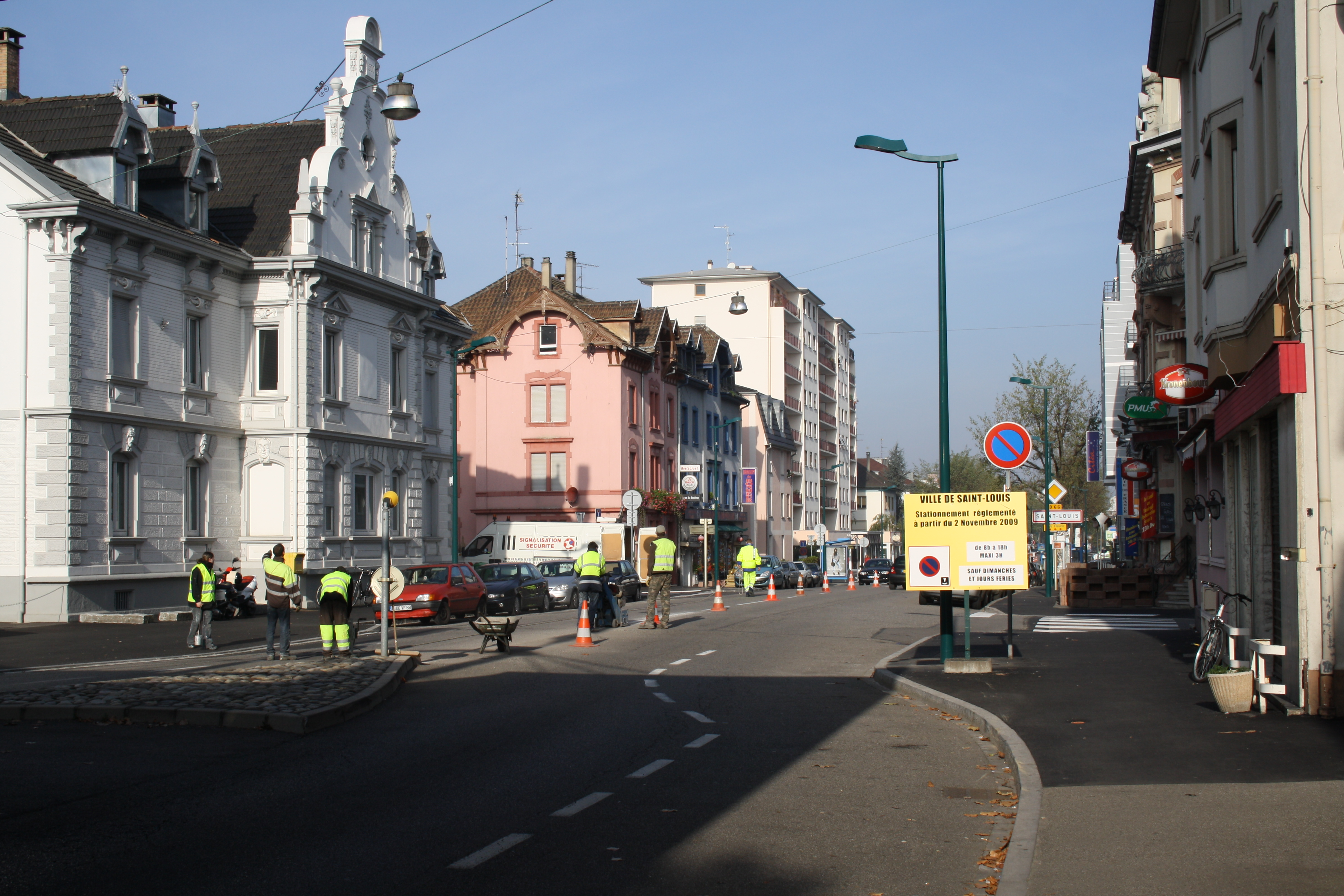
Avenue de Bâle, vom Grenzübergang aus

1793 wurde Saint-Louis eine eigene Gemeinde mit der Bezeichnung Bourglibre. Namen von Heiligen und Königen waren nach der Französischen Revolution unerwünscht. 1815 kehrte man zurück zur früheren Bezeichnung.
Während der deutschen Besatzungszeit im Zweiten Weltkrieg konnten viele jüdische Einwohner flüchten – teilweise in die nahe Schweiz – andere wurden deportiert und in Konzentrationslagern ermordet.
1953 wurde die Gemeinde Bourgfelden eingemeindet, und 1958 wurde von der Gemeinde Blotzheim der Ortsteil Neuweg (La Chaussée) abgetreten. Seither liegt der Flughafen Basel-Mülhausen größtenteils in der Gemarkung von Saint-Louis.
Am 30. Oktober 2000 wurde in Saint-Louis der Gemeindebund Communauté de communes des Trois Frontières geschaffen, deren Sitz sich in Saint-Louis befindet. Der Gemeindeverband wurde 2016 in eine Communauté d’agglomération umgewandelt.
Jean-Marie Zoellé, der damalige Bürgermeister von Saint-Louis, starb im April 2020 in Folge einer SARS-CoV-2-Infektion. Er hatte zu denjenigen Patienten gehört, die zur Behandlung nach Deutschland verlegt worden waren.

### Michelfelden
Im heutigen Quartier Michelfelden war im 13. Jahrhundert ein Kloster von Zisterzienserinnen. Die Nonnen übersiedelten bald nach Blotzheim, verpachteten ihren alten Besitz und verkauften ihn schließlich. Nach verschiedenen Eigentümerwechseln wurde Michelfelden 1516 von der Stadt Basel gekauft, die den Besitz als Gutshof weiter verpachtete. Ab 1648 war das Elsass französisch, und Michelfelden war eine baslerische Exklave. Die Stadt Basel musste sich von da an wehren gegen die Ansprüche des französischen Staates, der Zölle auf die Agrarprodukte beanspruchte. Deshalb ließ Basel 1695 den Hof Michelfelden mit 33 Grenzsteinen mit dem Baselstab markieren. Nach der Revolution ließ sich die Basler Souveränität nicht mehr halten, und Michelfelden wurde 1793 Teil der Gemeinde Saint-Louis. 2012 wurde der Hof Michelfelden abgebrochen und das Areal überbaut mit einem Mehrfamilienhaus.

## Bevölkerung

### Demographie
| Jahr | Einwohnerzahl | Anmerkungen |
| ---- | ------------- | --- |
| 1880 | 2066          | am 1. Dezember, auf einer Fläche von 411 ha, in 177 Wohnhäusern, davon 506 Protestanten, 1452 Katholiken und 55 Israeliten |
| 1890 | 2642          | [ 10 ] |
| 1905 | 4738          | [ 11 ] [ 10 ] |
| 1910 | 5417          | auf einer Fläche von 414 ha                                                                                                |

| Jahr      | 1962  | 1968   | 1975   | 1982   | 1990   | 1999   | 2007   | 2019   |
| Einwohner | 9.122 | 12.378 | 14.845 | 18.007 | 19.547 | 19.973 | 19.995 | 21.413 |

## Sehenswürdigkeiten
Die ältesten Gebäude in Saint-Louis sind aus dem 19. Jahrhundert. Die katholische Kirche St-Louis ist von 1842, die reformierte Kirche von 1882, die katholische Kirche St-Charles in Bourgfelden von 1889 und die Synagoge von 1907. In der ehemaligen Fabrik des Spirituosenherstellers Fernet-Branca befindet sich seit 2004 der Espace d’Art Contemporain Fernet Branca, ein Ausstellungsbetrieb für zeitgenössische Kunst. Auf dem Dach der stillgelegten Brennerei sieht man das Emblem der Firma Fernet-Branca, einen Adler auf einer Erdkugel. Das Gebäude von 1907/08 ist eingetragen als historisches Baudenkmal.
Die Moderne ist mit der Kirche Notre-Dame-de-la-Paix von 1962 vertreten.

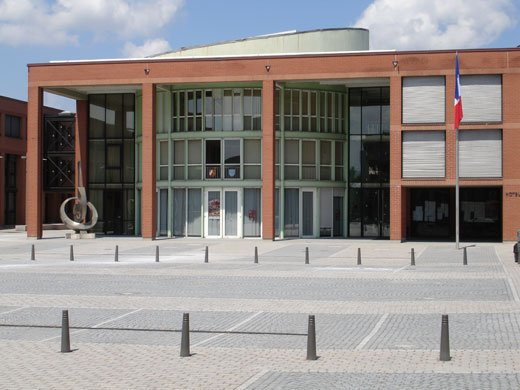
Rathaus
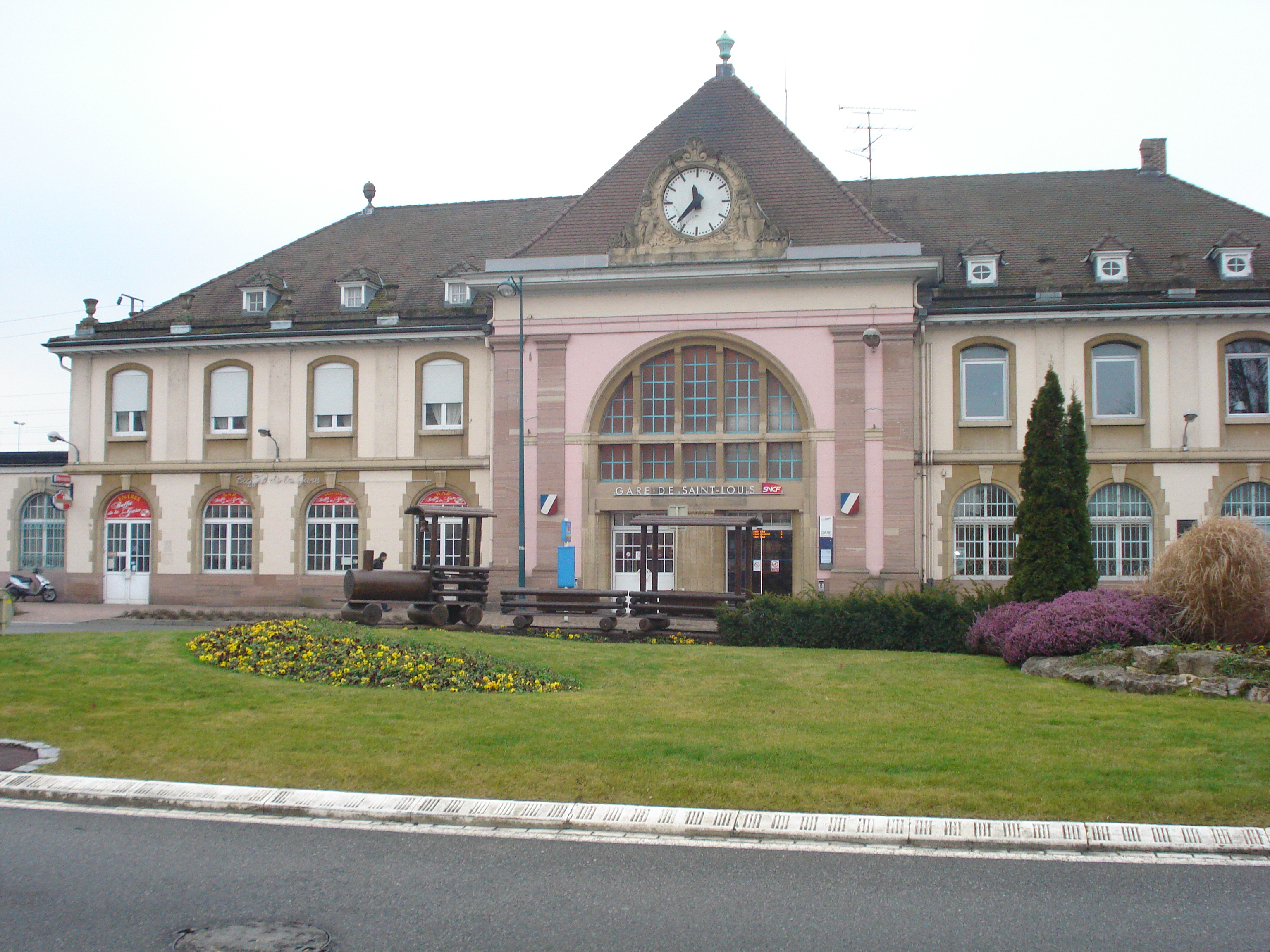
Bahnhof
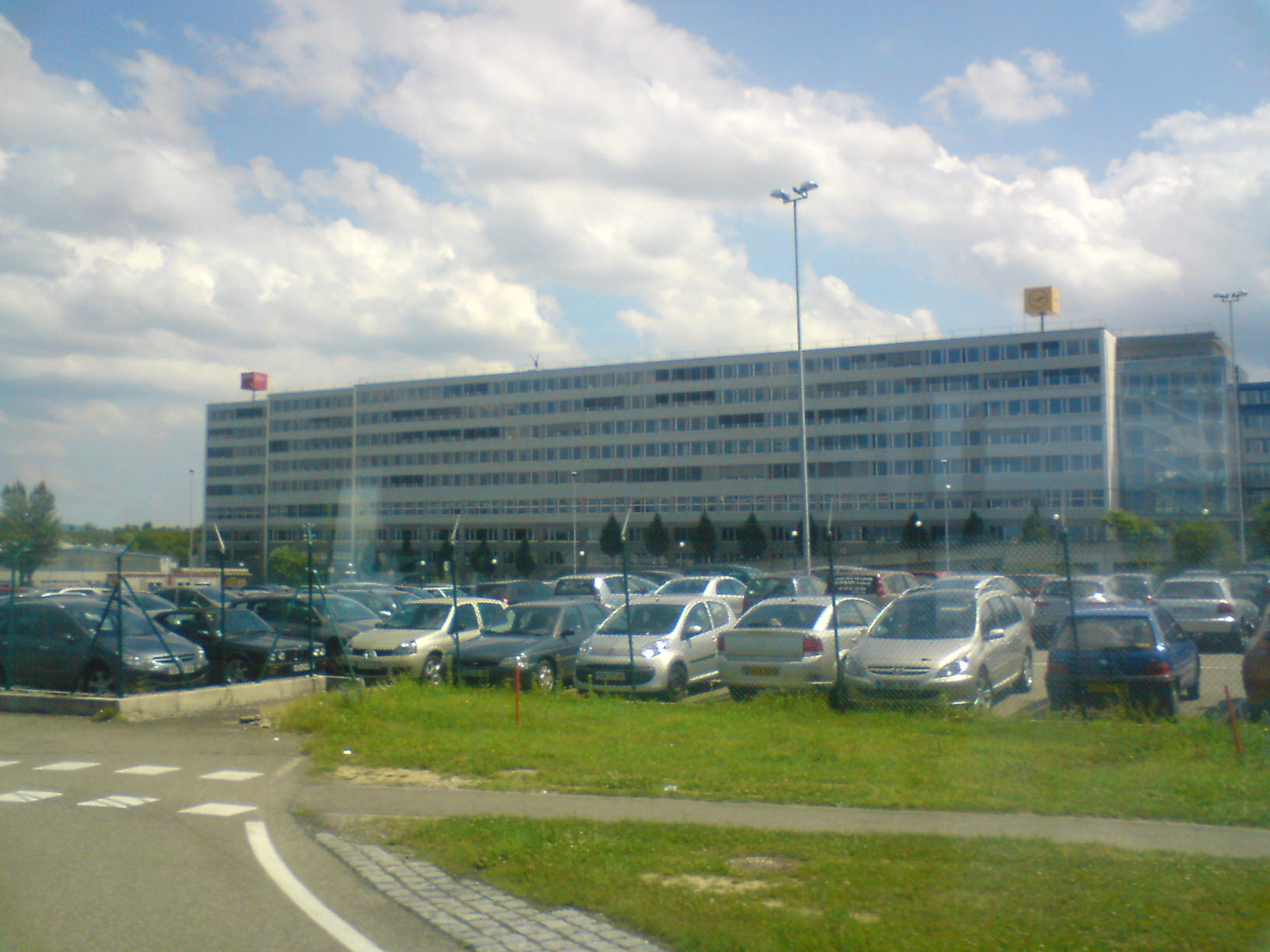
Sitz von Swiss
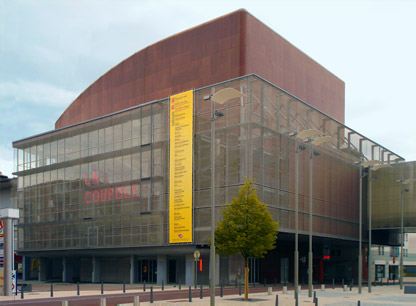
Theater
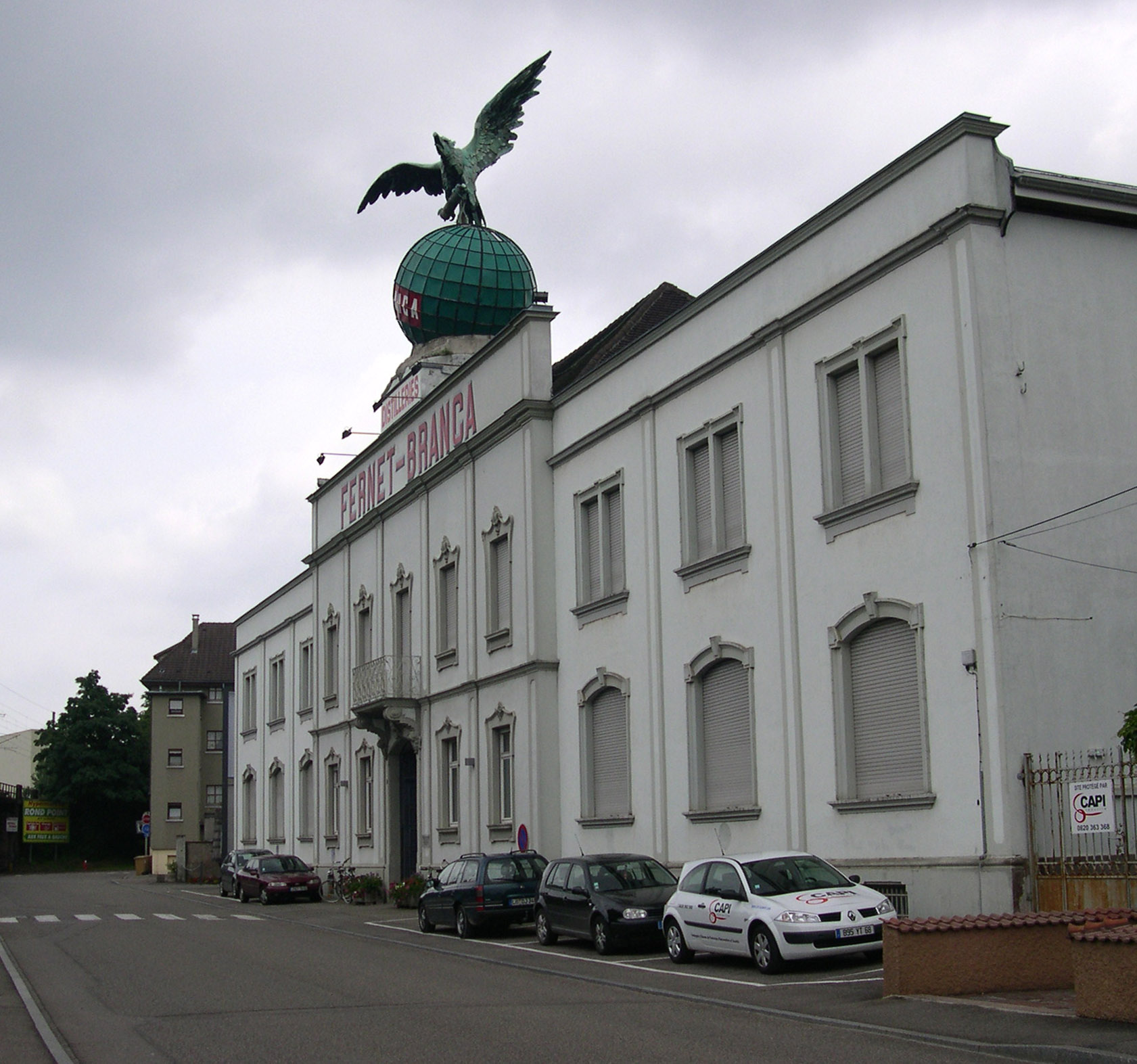
Kunstmuseum Espace d’Art Contemporain Fernet Branca

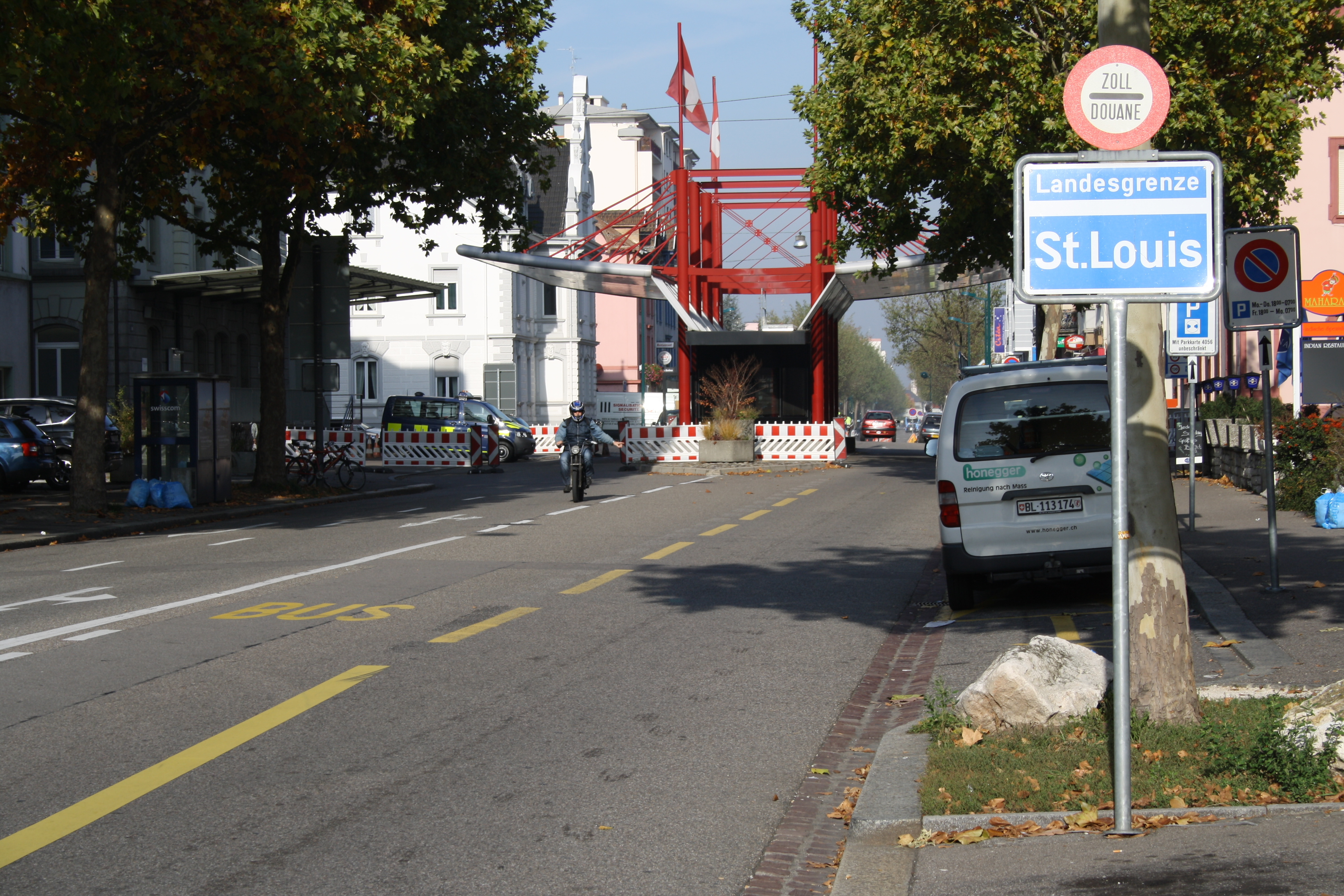
Grenzposten (von der Schweiz aus gesehen)
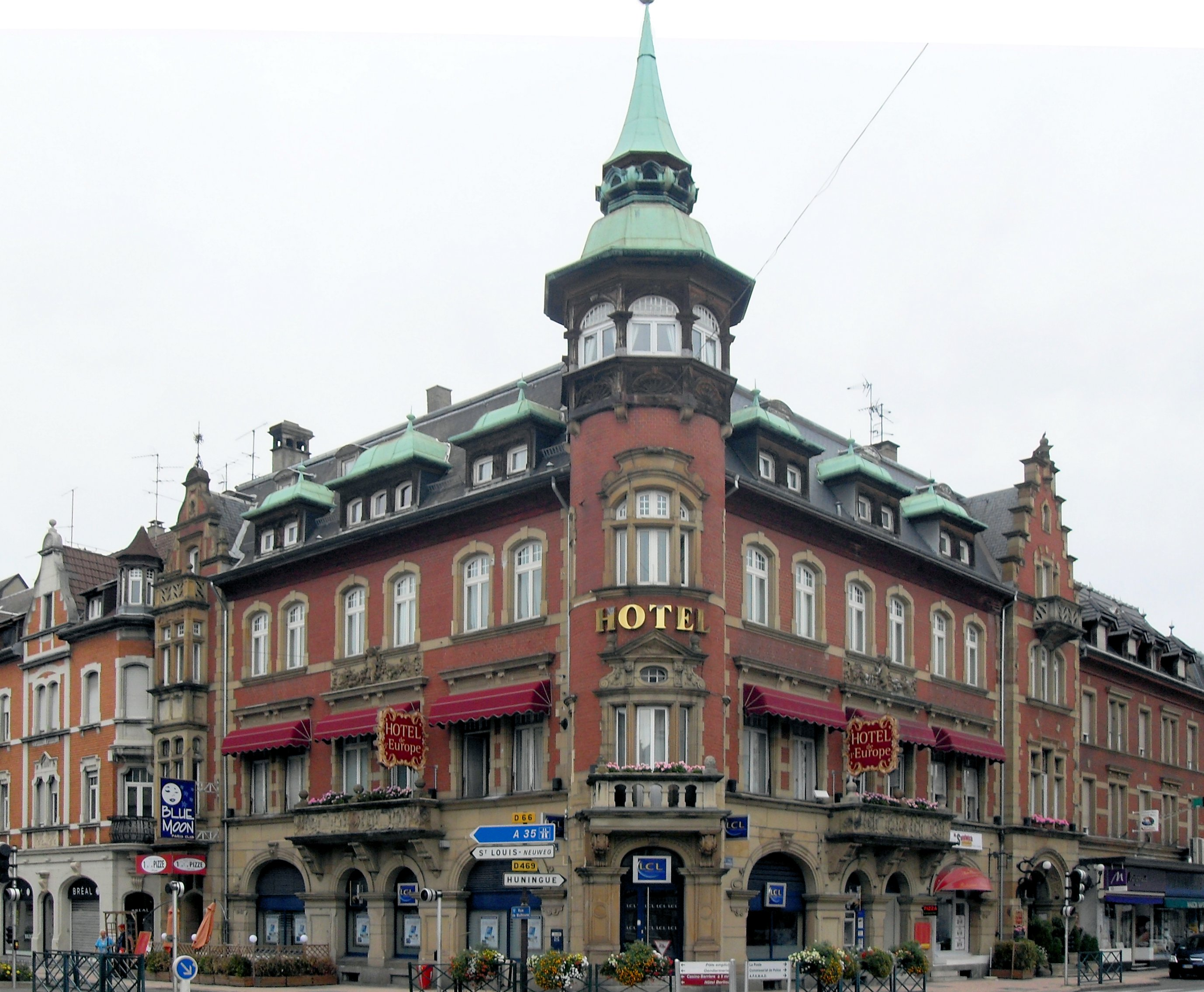
Hotel „Europa“
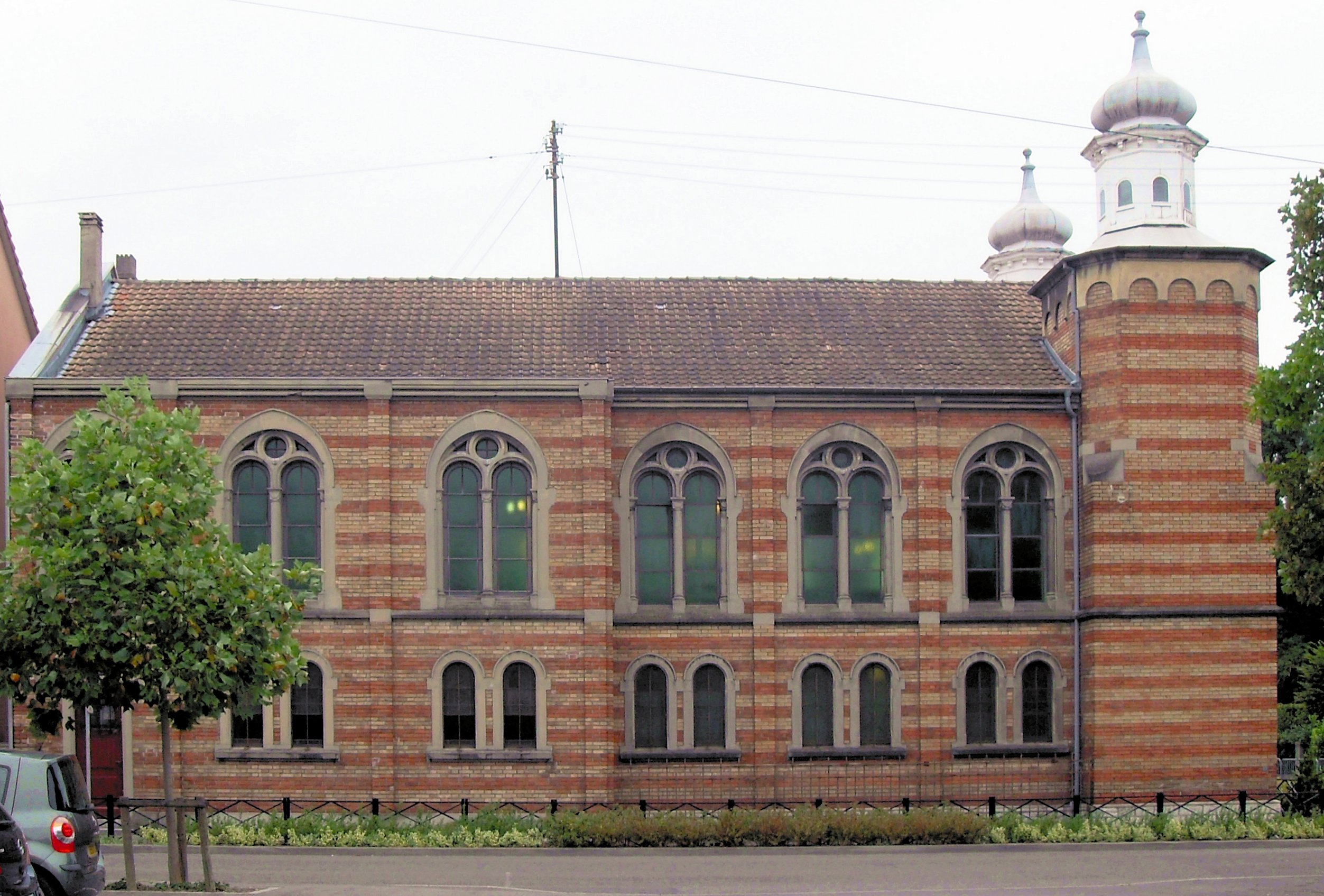
Synagoge
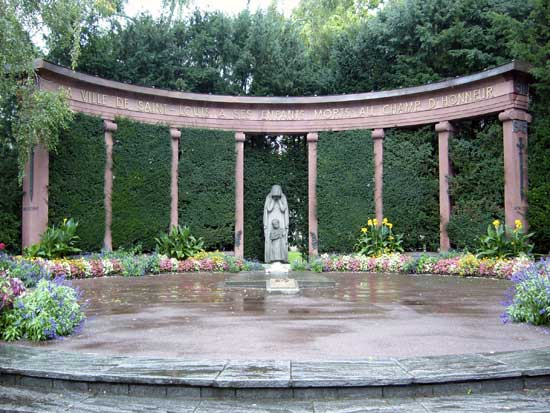
Gefallenendenkmal
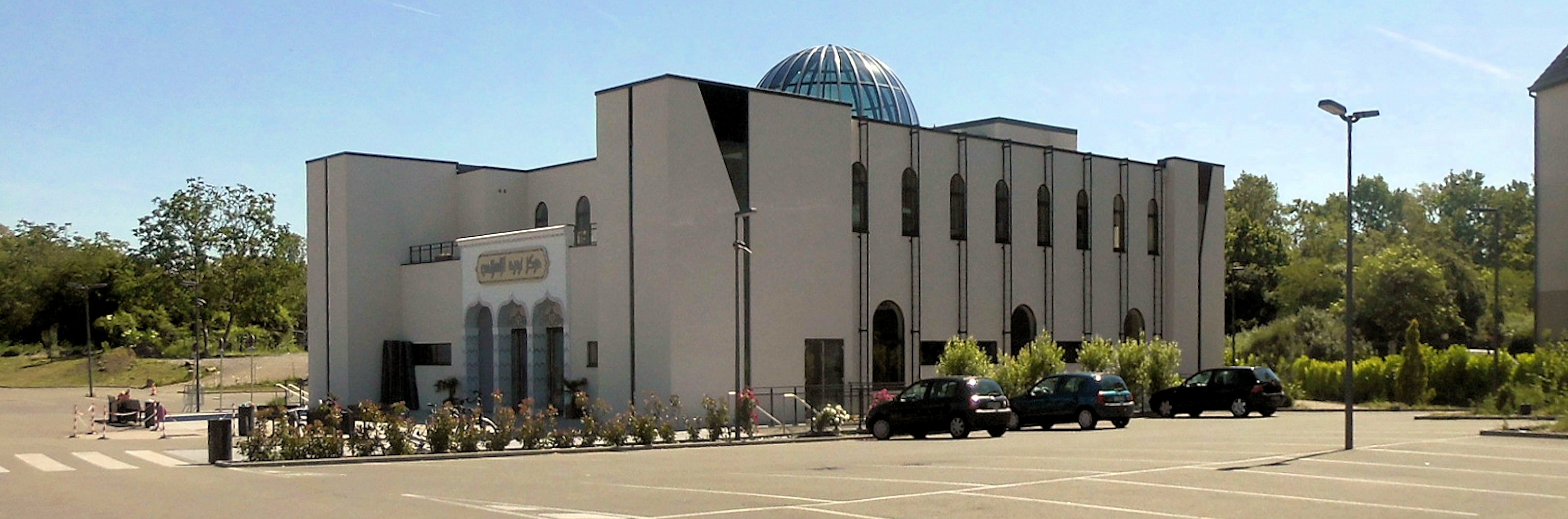
Moschee El-Feth

## Wirtschaft
1806 gründete hier Michel L’Evêche-Moll ein Zolldienstleistungsunternehmen, in das nach der Schlacht bei Waterloo der ehemalige Offizier Marie Mathias Nicolas Louis Danzas eintrat. Aus ihm entwickelte sich die weltweit agierende Spedition Danzas AG, die 1999 von der Deutschen Post AG aufgekauft wurde.
Im Sommer 1945, kurz nach Kriegsende, wurde in Saint-Louis – zunächst unter französischer Führung – ein Institut für Ballistik (mit anfangs überwiegend deutschen Mitarbeitern) unter der Leitung von Prof. Hubert Schardin zu militärischen Untersuchungen gegründet. Ab 1959 wurde das Institut zum Deutsch-Französischen Forschungsinstitut Saint-Louis (ISL) umgewandelt.

## Verkehr
Die Stadt ist durch TER-Züge mit Basel, Mulhouse und Strasbourg (Bahnstrecke Strasbourg–Basel) verbunden. Die S-Bahn Basel fuhr von 1997 bis 2008 von Frick bis Mulhouse durchgehend, seither und bis auf weiteres endet die S-Bahn am Bahnhof Basel SNCF.
Innerhalb des Gemeindegebiets gibt es zwei Bahnhöfe: Saint-Louis und Saint-Louis-la-Chaussée. In Zukunft soll eine Neubaustrecke den EuroAirport mit einem Flughafenbahnhof anbinden. Einige S-Bahn-Linien aus der Schweiz und Deutschland sollen über den Bahnhof Basel SBB dorthin verlängert werden, Güterzüge und TGVs sollen weiterhin über die Bestandstrecke fahren. Ab 1878 war Saint-Louis durch eine Bahnstrecke über Huningue und die Palmrainbrücke mit Weil am Rhein verbunden. Der Bahnhof Saint-Louis war auch Ausgangspunkt einer ab 1915 bestehenden Bahnstrecke nach Waldighofen.
Die Fortsetzung der Avenue de Bâle auf Schweizer Boden heißt seit 1861 amtlich Elsässerstrasse. Im 19. Jahrhundert sagte man in Basel im Volksmund Burglibemer Strasse.
Die Basler Straßenbahn wurde 1900 verlängert vom Grenzübergang Basel-Lysbüchel durch die Basler Straße (heute Avenue de Bâle) bis nach St. Ludwig. Nach dem Ausbruch des Ersten Weltkriegs wurde der Trambetrieb vom 31. Juli 1914 bis zum 30. September 1915 eingestellt. Ab 1. Oktober 1915 wurde auf der elsässischen Seite ein Pendelbetrieb eingerichtet. Die Fahrgäste mussten an der Grenze umsteigen. Ab 1923 verkehrten die Kurse zwar wieder durchgehend, die Fahrgäste mussten die Grenze allerdings weiterhin zu Fuß überqueren. Ab 1. September 1939 ruhte der Tramverkehr vollständig. Nach dem Zweiten Weltkrieg wurde die Strecke erst am 1. August 1947 wieder eröffnet, allerdings kam ein durchgehender Betrieb nicht mehr zustande. Die Gemeinde Saint-Louis betrieb die Strecke mit gemietetem altem Rollmaterial aus Basel in eigener Regie. Deutschsprachige Schilder mussten entfernt werden. Am 31. Dezember 1957 verkehrten die Basler Wagen letztmals durch Saint-Louis. Die Straßenbahn wurde ersetzt durch den Bus.
Es gibt heute einige Buslinien, diese werden von der örtlichen Busgesellschaft Distribus betrieben. Die Tramlinie 3 der Basler Verkehrsbetriebe BVB fährt seit 2017 vom Grenzübergang Basel-Bourgfelden zum Bahnhof Saint-Louis, um bisher schlecht erreichbare oder neu entstehende Quartiere an ein attraktives Verkehrsnetz anzuschließen. Der Bahnhof von Saint-Louis wurde, in Kombination mit einer großen Park+Ride-Anlage (einem Parking mit 740 Parkplätzen), zu einem wichtigen Verknüpfungspunkt zwischen Bahn, Tram, Bus, motorisiertem Individualverkehr und Fahrrad ausgebaut. Ferner befindet sich am Grenzübergang Basel-Lysbüchel noch die Endstation der Basler Tramlinie 11. Die Wiederaufnahme der Tramstrecke zum Bahnhof Saint-Louis ist gewünscht, scheiterte bislang jedoch an der Durchgangshöhe unter einer Eisenbahnbrücke.

## Städtepartnerschaften
- Breisach am Rhein, Baden-Württemberg, Deutschland
- Lectoure, Region Okzitanien, Frankreich
- Peyrehorade, Region Nouvelle-Aquitaine, Frankreich
- Pimbo, Region Nouvelle-Aquitaine

## Persönlichkeiten
- Hubert Schardin (1902–1965), deutscher Ballistiker, Ingenieur und Hochschuldozent, Direktor des Deutsch-Französischen Forschungsinstituts Saint-Louis
- André-Paul Weber (1927–2016), elsässischer Politiker, Unternehmenschef und Schriftsteller
- Jean-Marie Zoellé (1944–2020), Politiker und Bürgermeister von Saint-Louis

in Saint-Louis geboren
- Otto Köcher (1884–1945), deutscher Diplomat
- Adam Moundir (* 1995), schweizerisch-marokkanischer Tennisspieler
- Marion Rey (* 1999), französisch-schweizerische Fußballspielerin
- Louis Léon Weber (1891–1972), Schweizer Bildhauer, im Ortsteil Bourgfelden geboren
- Oskar Wöhrle (1890–1946), elsässisch-deutscher Schriftsteller